# 1991 في المغرب
فيما يلي قوائم الأحداث التي وقعت خلال عام 1991 في المغرب.

## الحكم
- الملك – الحسن الثاني.
- رئيس الحكومة – عز الدين العراقي.
- وزير الداخلية – إدريس البصري.

## الاحداث
1991 - إطلاق سراح عائلة الجنرال المغربي محمد أفقير التي قضت في الاعتقال 20 سنة بسبب اتهام الجنرال بالضلوع في محاولة إسقاط طائرة الحسن الثاني.

## رياضة
- فاز نادي الوداد الرياضي بــالدوري المغربي لكرة القدم 1990–91.
- فاز نادي الكوكب المراكشي بكأس العرش المغربي لسنة 1991.

## أفلام
- حب في الدار البيضاء (فيلم)
- شاطئ الأطفال الضائعين

## ظهور
- 1 يناير – مجلة مغرب هيبدو

## جوائز
- حاز علي الصقلي الحسيني على جائزة الملك فيصل العالمية في الآداب سنة 1991م في أدب الأطفال.
- فاز الكاتب الروائي المغربي عبد الكريم جويطي بجائزة اتحاد كتًاب المغرب لعام 1991 عن روايته «ليل الشمس».

## مواليد

### يناير
- 12 يناير – رباب عرافي منافِسة أوليمبية مغربية.
- 18 يناير – محمد اليوسفي لاعب كرة قدم مغربي.
- 21 يناير – زيد كروش لاعب كرة قدم مغربي.

### فبراير
- 2 فبراير – سفيان هدي درّاج طريق مغربي.
- 25 فبراير – نبيل درار لاعب كرة قدم مغربي.

### أبريل
- 1 أبريل – دنيا بطمة مغنية مغربية.
- 25 أبريل – عادل رحيلي لاعب كرة قدم مغربي.

### مايو
- 23 مايو – أيوب الودراسي

### أكتوبر
- 22 أكتوبر – محمد الناهيري لاعب كرة قدم مغربي.

### نوفمبر
- 20 نوفمبر – أمين المناوي منافِس أوليمبي مغربي.
- 29 نوفمبر – عبد العالي المحمدي لاعب كرة قدم مغربي.

### ديسمبر
- 24 ديسمبر – محمد فوزير

## وفيات
- 25 مارس - محمد الخمار الكنوني، شاعر مغربي.
- 21 ديسمبر – محمد الفاسي (مواليد 1908) سياسي مغربي.